# 洪孟民
洪孟民（1931年1月1日—2012年11月13日），男，浙江临海人，中国分子遗传学家，中国科学院上海植物生理研究所研究员。

## 生平
1953年毕业于上海第一医学院。
1991年当选为中国科学院院士（学部委员）。